# سفیدان
سفیدان، روستایی از توابع بخش میمند شهرستان فیروزآباد در استان فارس ایران است.

## جمعیت
این روستا در دهستان خواجه‌ای قرار دارد و براساس سرشماری مرکز آمار ایران در سال ۱۳۸۵، جمعیت آن زیر سه خانوار بوده‌است.